# Limnophyes interruptus
Limnophyes interruptus är en tvåvingeart som beskrevs av Maurice Emile Marie Goetghebuer 1938. Limnophyes interruptus ingår i släktet Limnophyes och familjen fjädermyggor. Inga underarter finns listade i Catalogue of Life.